# Grafo de Herschel
En teoría de grafos, una rama de las matemáticas, el grafo de Herschel es un grafo bipartito no dirigido con 11 vértices y 18 aristas. Es un grafo poliédrico (el grafo de un poliedro convexo), y es el grafo poliédrico más pequeño que no tiene un ciclo hamiltoniano, un ciclo que pasa por todos sus vértices. Debe su nombre al astrónomo británico Alexander Stewart Herschel, debido a los estudios de Herschel sobre los ciclos hamiltonianos en grafos poliédricos (pero no de este grafo).

## Definición y propiedades
El grafo de Herschel tiene tres vértices de grado cuatro (los tres vértices azules alineados verticalmente en el centro de la ilustración) y ocho vértices de grado tres. Cada dos vértices distintos de grado cuatro comparten dos vecinos de grado tres, formando un ciclo de cuatro vértices con estos vecinos compartidos. Hay tres de estos ciclos, que pasan por seis de los ocho vértices de grado tres (en rojo en la ilustración). Otros dos vértices de grado tres (azules) no participan en estos ciclos de cuatro vértices; en cambio, cada uno es adyacente a tres de los seis vértices rojos.
El grafo de Herschel es un grafo poliédrico; esto significa que es un grafo plano, uno que puede dibujarse en el plano sin que ninguna de sus aristas se cruce, y que está conectado por 3 vértices: la eliminación de dos de sus vértices cualesquiera deja un subgrafo conectado. Es un grafo bipartito cuando está coloreado con cinco vértices azules y seis rojos, como se ilustra, cada arista tiene un extremo rojo y un extremo azul.
Tiene simetría diédrica de orden 6, con un total de 12 miembros de su grupo de automorfismo. Los vértices de grado cuatro pueden permutarse arbitrariamente, dando seis permutaciones, y además, para cada permutación de los vértices de grado cuatro, hay una simetría que mantiene fijos estos vértices e intercambia pares de vértices de grado tres.

## Poliedro
Por el teorema de Steinitz, todo grafo que sea plano y esté conectado por 3 vértices tiene un poliedro convexo con el grafo como esqueleto. Dado 
que el grafo de Herschel tiene estas propiedades, puede representarse de esta forma mediante un poliedro convexo, un eneaedro que tiene como caras nueve cuadriláteros. Esto se puede elegir de modo que cada automorfismo del grafo corresponda a una simetría del poliedro, en cuyo caso tres de las caras serán rombos o cuadrados, y las otras seis serán cometas.
El poliedro dual es un prisma triangular rectificado, que puede formarse como el casco convexo de los puntos medios de las aristas de un prisma triangular. Cuando se construye de esta manera, tiene tres caras cuadradas en los mismos planos que las caras cuadradas del prisma, dos caras triangulares equiláteras en los planos de los extremos triangulares del prisma y seis caras triangulares isósceles más. Este poliedro tiene la propiedad de que sus caras no pueden numerarse de forma que aparezcan números consecutivos en caras adyacentes, y de forma que el primer y el último número estén también en caras adyacentes, porque tal numeración correspondería necesariamente a un ciclo hamiltoniano en el grafo de Herschel. Las numeraciones de caras poliédricas de este tipo se utilizan como «contadores de vidas spindown» en el juego Magic: The Gathering, para realizar un seguimiento de las vidas de los jugadores, girando el poliedro a una cara adyacente cada vez que se pierde una vida. Una carta del juego, el Lich, permite a los jugadores volver de un estado casi perdido con una sola vida a su número inicial de vidas. Dado que el poliedro dual para el grafo de Herschel no puede numerarse de manera que este paso conecte caras adyacentes, Constantinides & Constantinides (2018) denominan a la realización poliedrica canónica de este poliedro dual como «la némesis del Lich».

## Ciclo hamiltoniano

Un camino hamiltoniano (pero no un ciclo) en el grafo de Herschel

Como grafo bipartito que tiene un número impar de vértices, el grafo de Herschel no contiene un ciclo hamiltoniano (un ciclo de aristas que pasa por cada vértice exactamente una vez). Ya que, en cualquier grafo bipartito, cualquier ciclo debe alternar entre los vértices de ambos lados de la bipartición, y por lo tanto debe contener igual número de ambos tipos de vértices y debe tener una longitud par. Así, en el grafo de Herschel no puede existir un ciclo que pase una vez por cada uno de los once vértices. Un grafo se denomina hamiltoniano siempre que contiene un ciclo hamiltoniano, por lo que el grafo de Herschel no es hamiltoniano. Tiene el menor número de vértices, el menor número de aristas y el menor número de caras de cualquier grafo poliédrico no hamiltoniano. Existen otros grafos poliédricos con 11 vértices y sin ciclos hamiltonianos (en particular el grafo de Goldner-Harary) pero ninguno con menos aristas.
Todos menos tres de los vértices del grafo de Herschel tienen grado tres. Un grafo se denomina cúbico o 3-regular cuando todos sus vértices tienen grado tres. P. G. Tait conjeturó que un grafo poliédrico 3-regular debe ser hamiltoniano; esto fue refutado cuando W. T. Tutte proporcionó un contraejemplo, el grafo de Tutte, que es mucho más grande que el grafo de Herschel. Un refinamiento de la conjetura de Tait, la conjetura de Barnette de que todo grafo poliédrico 3-regular bipartito es hamiltoniano, sigue abierta.
Cada grafo planar maximal que no tiene un ciclo Hamiltoniano tiene un grafo de Herschel como menor. Se conjetura que el grafo de Herschel es uno de los tres grafos menores-minimales no hamiltonianos conectados por 3 vértices. Los otros dos son el grafo bipartito completo {\displaystyle K_{3,4}} y un gráfico formado por la división tanto del gráfico de Herschel como de {\displaystyle K_{3,4}} en dos mitades simétricas mediante separadores de tres vértices y combinando después una mitad de cada gráfico.

El grafo medial del grafo de Herschel es un grafo planar 4-regular sin descomposición hamiltoniana. Las regiones sombreadas corresponden a los vértices del grafo de Herschel subyacente.

El grafo de Herschel también es un ejemplo de grafo poliédrico en el que el grafo medial no tiene descomposición hamiltoniana en dos ciclos hamiltonianos de aristas disjuntas. El grafo medial del grafo de Herschel es un grafo 4-regular con 18 vértices, uno por cada arista del grafo de Herschel; dos vértices son adyacentes en el grafo medial siempre que las aristas correspondientes del grafo de Herschel sean consecutivas en una de sus caras. Está conectado por 4 vértices y esencialmente por 6 aristas. Aquí, un grafo es conectado por {\displaystyle k} vértices o conectado por {\displaystyle k} aristas si la eliminación de vértices o aristas {\displaystyle k} (respectivamente) no puede desconectarlo. Los grafos planos no pueden estar conectados por 6 aristas, porque siempre tienen un vértice de grado máximo cinco, y la eliminación de las aristas vecinas desconecta el grafo. La terminología «esencialmente conectado por 6 aristas» significa que esta forma trivial de desconectar el grafo se ignora, y es imposible desconectar el grafo en dos subgrafos que tengan cada uno al menos dos vértices eliminando cinco o menos aristas.

## Historia
El grafo de Herschel debe su nombre a Alexander Stewart Herschel, astrónomo británico que escribió un artículo sobre el juego icosiano de William Rowan Hamilton. Se trata de un rompecabezas que consiste en encontrar ciclos hamiltonianos en un poliedro, normalmente el dodecaedro regular. El grafo de Herschel describe el poliedro convexo más pequeño que puede utilizarse en lugar del dodecaedro para obtener un juego sin solución. El artículo de Herschel describía soluciones para el juego icosiano sólo en los grafos del tetraedro regular y el icosaedro regular; no describía el grafo de Herschel. El nombre «grafo de Herschel» aparece por primera vez en un libro de texto de teoría de grafos de John Adrian Bondy y U. S. R. Murty, publicado en 1976. El grafo en sí fue descrito anteriormente, por ejemplo por H. S. M. Coxeter.